# Glossoloma serpens
Glossoloma serpens là một loài thực vật có hoa trong họ Tai voi. Loài này được (J.L.Clark & L.E.Skog) J.L.Clark mô tả khoa học đầu tiên năm 2005.